# Metro w Kantonie

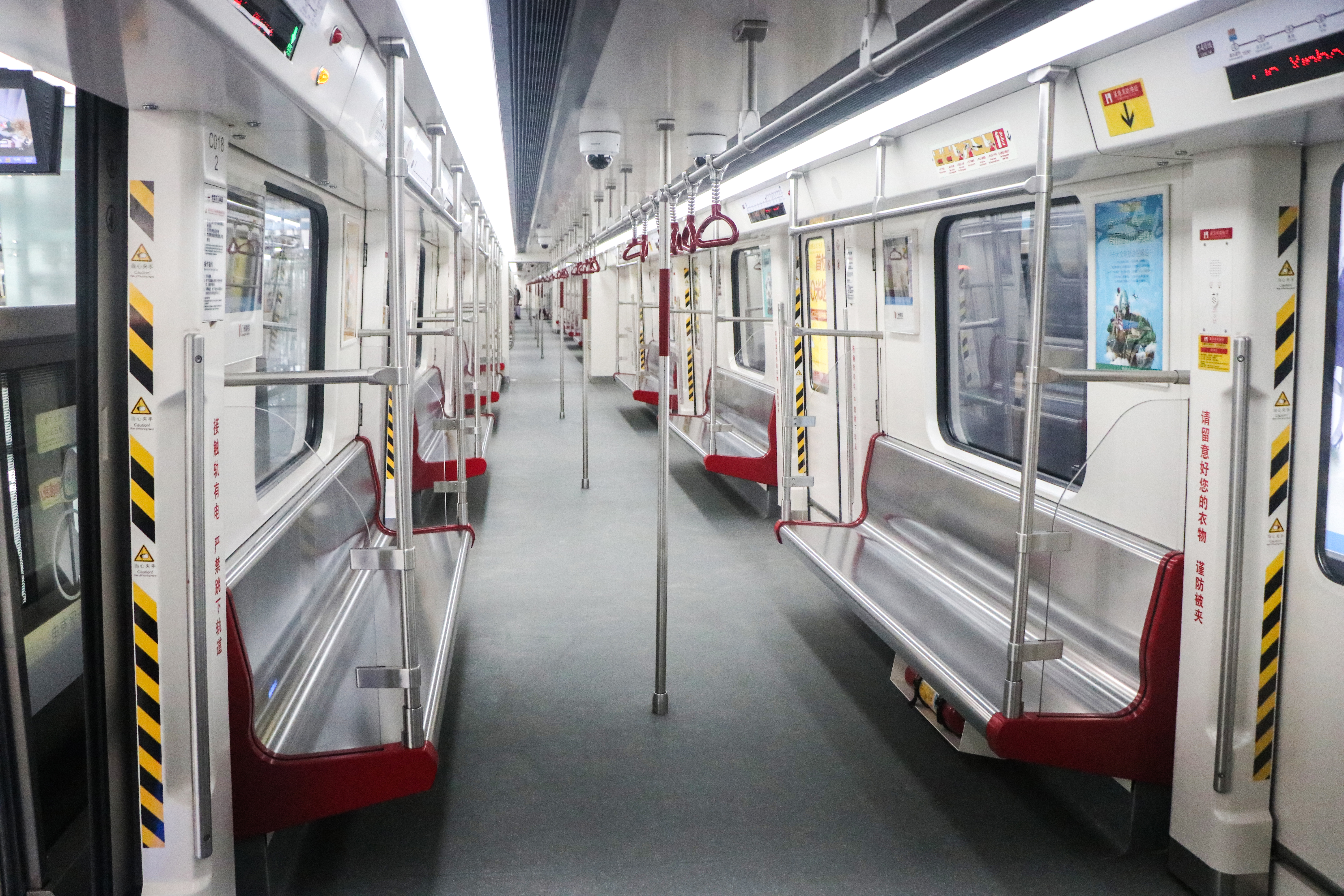
Wnętrze pociągu B8

Metro w Kantonie – system metra w mieście Kanton (Guangzhou), w prowincji Guangdong, w Chinach. Zarządzany jest przez państwowe przedsiębiorstwo Guangzhou Metro Corporation. Pod koniec 2019 roku system ten miał długość 514 km i był trzecią, po Pekinie i Szanghaju, najdłuższą tego typu siecią w Chinach. Z 14 linii metra w 2019 roku korzystało dziennie średnio 9,06 mln pasażerów. 

## Historia

### Początki
Plan budowy pierwszej linii metra został zatwierdzony w 1989 roku, zaś budowę rozpoczęto w 1993 roku. Część linii nr 1 oddano do użytku w dniu 28 czerwca 1997 roku, zaś całą trasę o długości 18,5 km, łączącą z systemem metra dworzec wschodni, otwarto pod koniec czerwca 1999 roku. W następnym roku rozpoczęto budowę drugiej linii metra, którą uruchomiono pod koniec 2002 roku. Na koniec 2004 roku system metra w mieście posiadał 2 linie o łącznej długości 37 km, które przewoziły dziennie średnio 450 000 pasażerów.

### Przygotowania do Igrzysk Azjatyckich
W związku z wybraniem miasta Kanton jako gospodarza Igrzysk Azjatyckich w 2010 roku przyjęto plan, który zakładał posiadanie 9 linii metra do 2010 roku. Pod koniec 2005 roku oddano do użytku linię nr 3, zaś w połowie kolejnego roku linię nr 4. W 2008 roku cztery linie metra miały łączną długość 116 km i przewoziły 1,8 miliona pasażerów dziennie. Pod koniec 2009 roku uruchomiono linię nr 5 o długości 32 km, na trasie której znajduje się dworzec centralny, obsługujący koleje dużych prędkości. W okresie od września do listopada 2010 roku ukończono szereg projektów: oddano do użytku pierwszą automatyczną linię metra (Zhujiang New Town Automated People Mover System, w skrócie APM) o długości 4 km, otwarto linię Guangfo, która połączyła system metra z sąsiednim miastem Foshan oraz z końcowej części linii nr 2  na wschód od stacji Changgang, utworzono linię nr 8 (którą dodatkowo rozszerzono na zachód), zaś linię nr 2 przedłużono do stacji Guangzhou Południe. Od dnia 1 listopada 2010 roku z okazji zaplanowanych imprez sportowych władze miasta wprowadziły darmowe przejazdy metrem przez kolejne 30 dni robocze, jednak już w dniu 7 listopada 2010 roku odwołały swoją decyzję z uwagi na znaczny przyrost ilości pasażerów, w liczbie prawie 8 mln dziennie, uniemożliwiający normalne funkcjonowanie metra. Pod koniec 2010 roku sieć metra w Kantonie osiągnęła długość 236 km.  

### Dalszy rozwój
Kolejną nową linię, oznaczoną numerem 6, oddano do użytku pod koniec 2013 roku. W kwietniu 2014 roku władze miejskie ogłosiły program, obejmujący inwestycje w wysokości 200 miliardów CNY na 19 projektów dotyczących rozbudowy istniejącej sieci metra. Wraz z uruchomieniem nowej linii nr 7 pod koniec 2016 roku, system metra w Kantonie miał długość 308,7 km. Na początku 2017 roku ruszyły prace nad budową pierwszej linii-pętli, która będzie oznaczona numerem 11, zaś ukończenie prac zaplanowano na 2022 rok. W dniu 28 czerwca 2017 roku oddano do użytku na linii nr 1 wagony przeznaczone wyłącznie dla kobiet, które są dostępne w pociągach kursujących w godzinach szczytu. Według ogłoszonego w 2017 roku kolejnego programu rozbudowy infrastruktury kolejowej, postanowiono zainwestować do 2023 roku około 220 miliardów CNY w 10 projektów, które łącznie mają wydłużyć system metra w Kantonie do prawie 800 km. Po uruchomieniu pod koniec 2017 roku wydłużenia linii nr 4 oraz trzech nowych linii: nr 9 mającą na swojej trasie dworzec północny, a także nr 13 i 14 (część linii nazywaną Knowledge City), system metra w Kantonie w dniu  31 grudnia 2017 roku po raz pierwszy przewiózł 10 mln pasażerów w ciągu jednego dnia. Pod koniec grudnia 2018 roku, oddano do użytku nową linię nr 21 oraz odnogę linii nr 14, na której pociągi mogą jeździć z prędkością 120 km/h. Po oddaniu 20 grudnia 2019 roku do użytku drugiej części linii nr 21, długość systemu metra przekroczyła 500 km. W trakcie budowy są nowe linie o numerach 10, 12, 18 i 22 oraz pierwsza pętla w systemie o numerze 11

Rozwój metra w Kantonie od 1997 roku

## Linie

Plan linii metra

W lutym 2020 roku metro w Kantonie liczyło 14 linii, w tym jedną automatyczną - APM, w trakcie budowy były linie o numerach 10, 11, 12, 18 i 22. 

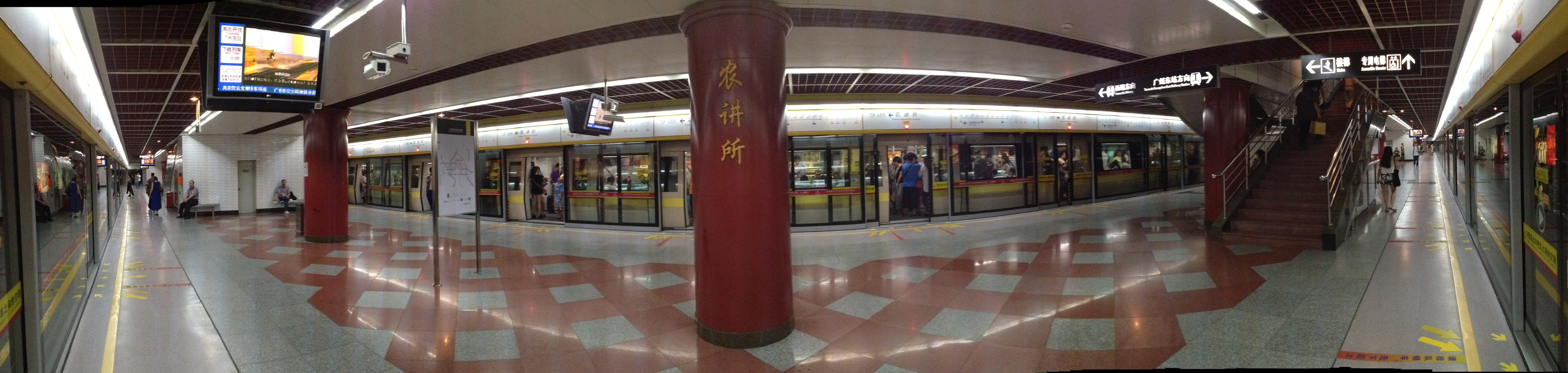
Stacja Peasant Movement Institute (linia nr 1)

| Linia   | Stacje końcowe (dzielnice)              | Stacje końcowe (dzielnice)                                        | Data otwarcia | Ostatnia rozbudowa | Długość km | Stacje | Możliwości przesiadki        |
| ------- | --------------------------------------- | ----------------------------------------------------------------- | ------------- | ------------------ | ---------- | ------ | ---------------------------- |
| 1       | Xilang (Liwan)                          | Guangzhou Wschód (Tianhe)                                         | 1997          | 1999               | 18.5       | 16     | 2 3 5 6 Guangfo              |
| 2       | Guangzhou Południe (Panyu)              | Jiahewanggang (Baiyun)                                            | 2002          | 2010               | 31.8       | 24     | 1 3 5 6 7 8 14 Guangfo       |
| 3       | Panyu Square (Panyu)                    | Airport North (Terminal 2) (Huadu) Tianhe Coach Terminal (Tianhe) | 2005          | 2018               | 68.5       | 30     | 1 2 5 6 7 8 9 14 Guangfo APM |
| 4       | Nansha Passenger Port (Nansha)          | Huangcun (Tianhe)                                                 | 2005          | 2017               | 60         | 23     | 5 7 8 21                     |
| 5       | Jiaokou (Liwan)                         | Wenchong (Huangpu)                                                | 2009          | -                  | 31.9       | 24     | 1 2 3 4 6 13 21              |
| 6       | Xunfenggang (Baiyun)                    | Xiangxue (Huangpu)                                                | 2013          | 2017               | 41.7       | 31     | 1 2 3 5 8 21                 |
| 7       | Guangzhou Południe (Panyu)              | Higher Education Mega Center South (Panyu)                        | 2016          | -                  | 18.6       | 9      | 2 3 4                        |
| 8       | Cultural Park (Liwan)                   | Wanshengwei (Haizhu)                                              | 2003          | 2019               | 17.6       | 15     | 2 3 4 6 Guangfo              |
| 9       | Fei'eling (Huadu)                       | Gaozeng (Baiyun)                                                  | 2017          | -                  | 20.1       | 11     | 3                            |
| 13      | Yuzhu (Huangpu)                         | Xinsha (Zengcheng)                                                | 2017          | -                  | 28.3       | 11     | 5                            |
| 14      | Jiahewanggang (Baiyun)Xinhe (Baiyun)    | Dongfeng (Conghua)Zhenlong (Huangpu)                              | 2017          | 2018               | 75.4       | 22     | 2 3 21                       |
| 21      | Yuancun (Tianhe)                        | Zengcheng Square (Zengcheng)                                      | 2018          | 2019               | 61.5       | 21     | 4 5 6 14                     |
| Guangfo | Xincheng Dong (Dystrykt Shunde, Foshan) | Lijiao (Haizhu)                                                   | 2010          | 2018               | 39.6       | 25     | 1 2 3 8                      |
| APM     | Canton Tower (Haizhu)                   | Linhexi (Tianhe)                                                  | 2010          | -                  | 4          | 9      | 3                            |
| Razem   | Razem                                   | Razem                                                             | Razem         | Razem              | 514        | 271    |                              |